# میدان نفتی لولا
میدان نفتی لولا (انگلیسی: Lula oil field) از میدان‌های نفتی برزیل است، که در سال ۲۰۰۶ کشف شد و هم‌اکنون به‌طور متوسط روزانه معادل ۱۰۰ هزار بشکه نفت خام از این میدان تولید می‌شود.